# Leporinus alternus
Leporinus alternus är en fiskart som beskrevs av Eigenmann 1912. Leporinus alternus ingår i släktet Leporinus och familjen Anostomidae. Inga underarter finns listade i Catalogue of Life.